# Cannabis en Argelia
El cannabis en Argelia es ilegal. El cultivo, venta y posesión del cannabis o sus derivados, bien sea recreativo o medicinal, está prohibido por la ley nº 04-18 13/Dhou El Kaada/1425 (25 de diciembre de 2004). No obstante, es posible acceder a cannabis para fines médicos y de investigación, mediante autorización del Ministerio de Salud.
No obstante, el tráfico de cannabis y otras drogas es muy común, especialmente en la frontera con Marruecos, el mayor exportador de hachís del mundo (véase: cannabis en Marruecos). Argelia es un país de tránsito para la droga, desde donde se envía hasta Europa para venderse y consumirse. Aunque mucho menos que en su país vecino, Argelia también produce cannabis en algunas zonas montañosas cerca de la frontera marroquí, como en la provincia de Tremecén.
Se estima que 302 000 argelinos consumen alguna sustancia psicoactiva como el cannabis (1.15% de la población, con una clara predominancia de la juventud entre los 20 y los 39), siendo esta la droga más común de producir y consumir.

## Historia
Se cree que el cannabis fue introducido en Argelia tras la conquista musulmana del Magreb, entre los siglos IX al XII.
El consumo de cannabis en Argelia también jugó un papel importante en la difusión del hábito a Francia, tras la ocupación francesa de Argelia en 1830. El Dr. Jacques-Joseph Moreau experimentó consigo mismo los efectos del cannabis en Argelia, en forma de un comestible de cannabis llamado dawamesc, un pastelito típico de los amaziges argelinos elaborado con azúcar, canela, especias y pistachos entre otros y fue esta droga la que introdujo en el Club des Hashischins de París.
En 1854, John Morell escribió sobre sus viajes en Argelia:

En Argelia, aplican los nombres de kif, de hachich y, a veces, de tekrouri, a la extremidad del tallo del cáñamo, incluidas las hojas, las flores y la semilla, a veces fumadas por los nativos en pipas muy diminutas. Estos fumadores son en su mayoría habitantes de las ciudades y pueblos, y rara vez se encuentran entre los beduinos.

El cannabis pasó a ser prohibido en 1917 durante la colonización francesa de Argelia.